# Лапаури, Александр Александрович
Алекса́ндр Алекса́ндрович Лапау́ри (15 июня 1926, Москва — 6 августа 1975, Москва) — советский артист балета, хореограф, балетмейстер, педагог. Солист балета Большого театра. Заслуженный артист РСФСР (1955).

## Биография

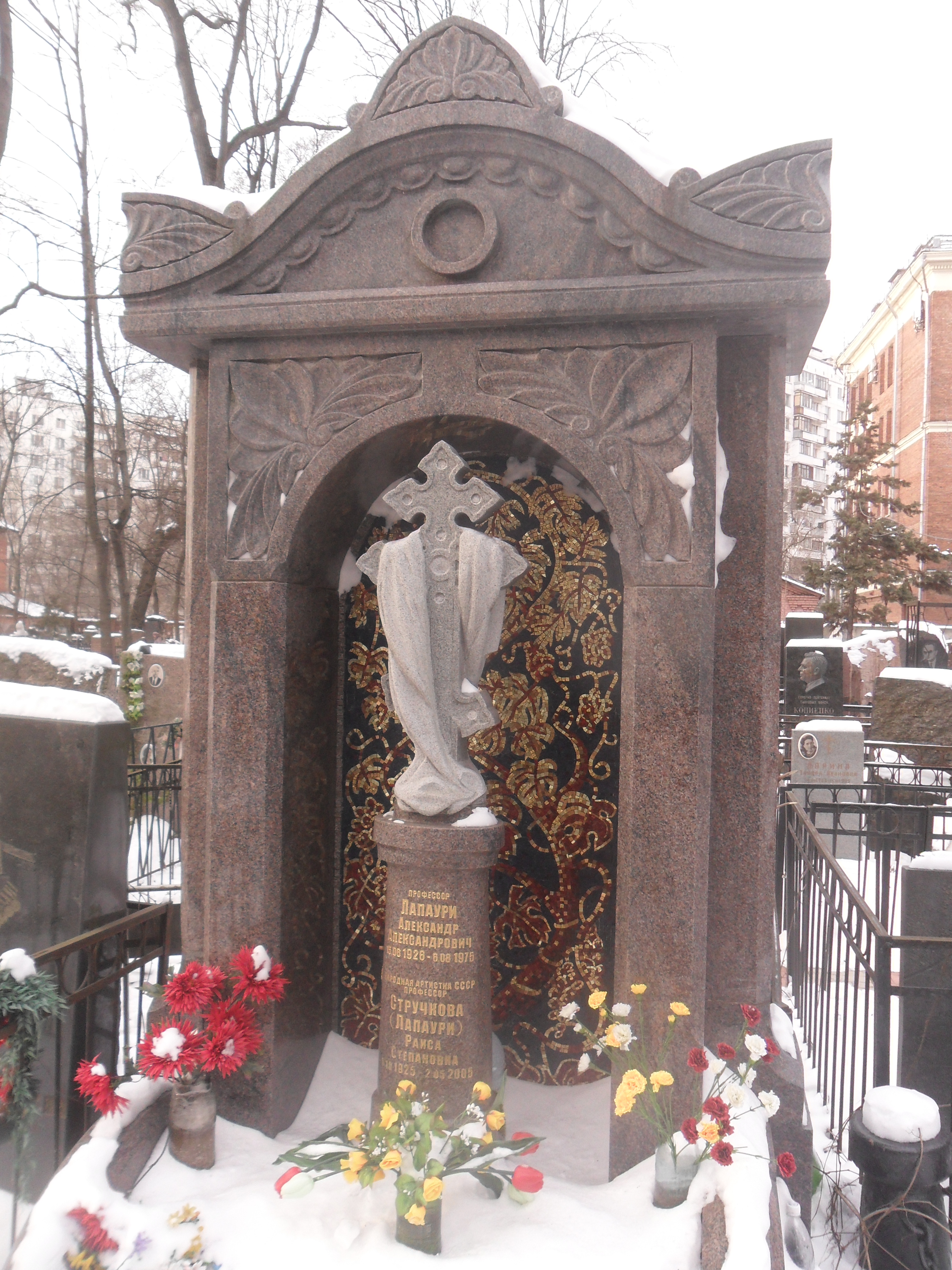
Могила Стручковой и Лапаури на Введенском кладбище Москвы

Отец — Александр Александрович Лапаури, родился в Тбилиси в грузинской семье. Мать — Римма Андреевна Владимирова — родилась в семье коренных москвичей. Супруг и партнёр по сцене балерины Раисы Стручковой, с которой был знаком с детских лет.
В 1944 году окончил Московского хореографического училища (МХУ, педагог Николай Тарасов). В октябре того же года был принят в труппу Большого театра. За два с лишним десятилетия, которые танцевал в качестве солиста Большого театра, исполнил более двух десятков ролей. Но большую известность в начале 1960-х годов ему принесли его балетные постановки, когда на сцене Большого появились его «Лесная песня» и «Подпоручик Киже».
В 1944—1967 — артист Балета Большого театра. Мастер дуэтно-классического танца, был также партнёром Галины Улановой и Марины Семёновой.
Погиб в автомобильной катастрофе. Похоронен на Введенском кладбище (29 уч.).

### Репертуар
1945 — Индус (первый исполнитель) в балете «Золушка» С. Прокофьева, балетмейстер Р. В. Захаров
1945 — Актёр в балете «Пламя Парижа» Б. Асафьева, балетмейстер В. И. Вайнонен
1956 — Командор в балете «Лауренсия» Александра Крейна, балетмейстер В. М. Чабукиани
«Ромео и Джульетта» С. Прокофьева, балетмейстер Леонид Лавровский — Гирей, Парис, Капулетти
«Раймонда» на музыку А. К. Глазунова, балетмейстер Мариус Петипа — Жан де Бриен, Абдурахман
«Жизель» Адольфа Адана на либретто Анри де Сен-Жоржа, Теофиля Готье и Жана Коралли — Бриен, Абдерахман
- Отзывы:

«Искусство Александра Лапаури отличалось благородством стиля, отточенностью и выразительностью пластики, углублённым раскрытием образов. Мастер дуэтно-классического танца. Незаменимый партнёр Галины Улановой, Марины Семёновой, Раисы Стручковой»— Э.В.Бочарникова

### Педагог
- 1945—1961 — преподаватель МХУ
- 1952 — преподаватель на Балетмейстерском отделении ГИТИСа
- 1972 — профессор ГИТИСа

## Постановки
- В 1958 году Александр Лапаури окончил балетмейстерский факультет ГИТИСа, (педагог Р. В. Захаров). Работал в Большом театре балетмейстером-постановщиком и педагогом-репетитором.
- Лапаури создал несколько постановок, в том числе:
- 1961 — «Лесная песня», Г. Л. Жуковского;
- 1963 — «Подпоручик Киже», на музыку С. С. Прокофьева, Большой театр
- 1964 — «Утёс», А. И. Хачатуряна, Театр им. Джалиля
- 1964 — «Ожившая легенда» А. К. Метнера, Театр им. Джалиля
- 1965 — «Зов отчизны», А. И. Хачатуряна, Театр им. Шевченко

## Фильмография
- 1951 — адажио из балета «Лебединое озеро» (Одетта — Марина Семёнова)
- 1951 — «Большой концерт» (телеэкранизация балетных pas de deux)
- 1954 — «Ромео и Джульетта» (фильм-балет)
- 1973 — «Раймонда» (телеэкранизация балета)
- 1969 — «Подпоручик Киже» (телеэкранизация балета)
- 1970 — «Имя твоё» (телеэкранизация балета)

## Награды и звания
- орден «Знак Почёта» (15.09.1959)
- медаль «За трудовое отличие» (27.05.1951)[5]
- Заслуженный артист РСФСР (1955)

## Сочинения
- 1969 — «Как судят Терпсихору?», изд. «Журналист» № 1, совместно с Раисой Стручковой
- 1983 — «Воспоминания о Лавровском», в сборнике «Л. М. Лавровский»

## Из воспоминаний
Однажды, в финале отчетного концерта училища, ученики выносили буквы лозунга «Кадры решают всё!». Стручкова выносила буквы «Ю», а Лапаури должен был выносить первую букву — «К». Чтобы стоять рядом, он, не раздумывая, передал свою «К» товарищу, а взял букву «Т».

На очередной спектакль «Лакме» партнерша Лапаури Е. Чикваидзе решила надеть на руку свой собственный браслет, казавшийся ей более уместным, чем тот, который сделали для неё работники реквизиторского цеха. У балерины была примета: перед тем как пойти на верхнюю поддержку, она, хоть кончиком пальца должна была «оттолкнуться» от головы своего партнёра. Это придавала балерине уверенность. Подготовившись к взлету, Чикваидзе еле заметным движением дотронулась левой рукой до головы Лапаури, и черный парик Индуса, невзначай подцепленный браслетом, взлетел вверх вместе с партнершей, обнажив светлые вьющиеся волосы артиста. Участники этой злополучной сцены давились со смеха, а удрученные исполнители еле довели её до конца. После спектакля балерине пришлось писать объяснительную, чтобы оградить реквизиторов от незаслуженного наказания.
— Из книги: В. Тейдер. Александр Лапаури. — М.: Искусство, 1980. — 220 с. — (Солисты балета). (недоступная ссылка)
Во время эвакуации Александр Лапаури находился в городе Васильсурске, вместе с училищем. Об этом написано в изданных в 2010 году дневниках Касьяна Голейзовского под названием: «Московская балетная школа в Васильсурске (1941-1943)» / В.А. Тейдер. — МГАХ. — М. — 236 с. Архивировано 4 декабря 2010 года..